# Paul Dawson (giocatore di football americano)
Paul Dawson (Dallas, 13 gennaio 1993) è un giocatore di football americano statunitense che gioca nel ruolo di outside linebacker, attualmente free agent.

## Biografia

### Cincinnati Bengals
Dopo avere giocato al college a TCU, Dawson fu selezionato nel corso del terzo giro (99º assoluto) dai Cincinnati Bengals nel Draft NFL 2015. Debuttò come professionista subentrando nella gara del primo turno contro gli Oakland Raiders in cui mise a segno un tackle. La sua stagione da rookie si concluse con 12 tackle in 11 presenze, nessuna delle quali come titolare.

## Statistiche
| Partite totali      | 11  |
| Partite da titolare | 0   |
| Tackle totali       | 12  |
| Sack                | 0,0 |
| Intercetti          | 0   |
| Fumble forzati      | 0   |

Statistiche aggiornate alla stagione 2015